# Arsenopirita
La arsenopirita es un mineral del grupo II (sulfuros), según la clasificación de Strunz. Es un sulfuro de hierro y arsénico, que se conoce desde hace varios siglos. Algunos autores la mencionan con el nombre de mistpuckel, otros utilizan pyrites candidus, mispickel, arsenikaliskkies, o arsenical pyrites. El nombre actual, contracción de arsenical pyrites se debe al geólogo alemán Ernst Friedrich Glocker (1793-1858). En español se ha utilizado también el término mispiquel, que actualmente se considera obsoleto. Es el principal mineral de arsénico, aunque dada su gran difusión y los limitados usos de este elemento, su presencia suele considerarse un problema más que un mineral aprovechable. En algunos casos es explotable por la presencia en él de oro en forma de inclusiones microscópicas o como oro invisible formando una  solución sólida metaestable.

## Propiedades físicas y químicas
La arsenopirita puede aparecer como masas de color gris, aspecto granudo  y brillo metálico no muy intenso, pero son frecuentes los cristales bien definidos, tabulares o prismáticos, generalmente como maclas por compenetración en forma de punta de lanza, y como maclas cíclicas en forma de estrella de seis brazos. Además de los elementos de la fórmula, puede contener en su estructura cantidades pequeñas de níquel y también cantidades elevadas, hasta el 9 % de cobalto.

## Yacimientos
La arsenopirita es un mineral muy común, conocido en muchos miles de yacimientos. Aparece en muchos tipos de mineralizaciones, siendo generalmente de los primeros en formarse. Es habitual en venas de cuarzo con oro de alta temperatura, en pegmatitas, en depósitos de metamorfismo de contacto y en otros entornos geológicos. Son conocidos mundialmente, y muy apreciados para colecciones y museos, los ejemplares procedentes de las minas de Panasqueira (Portugal), en los que este mineral aparece asociado a wolframita, cuarzo, siderita y apatito.